# Adela Mardosewicz
Adela Mardosewicz (Maria Stella od Najświętszego Sakramentu; ur. 2 grudnia?/14 grudnia 1888 w Ciasnówce, zm. 1 sierpnia 1943 pod Nowogródkiem) – polska siostra zakonna, nazaretanka, błogosławiona Kościoła katolickiego.

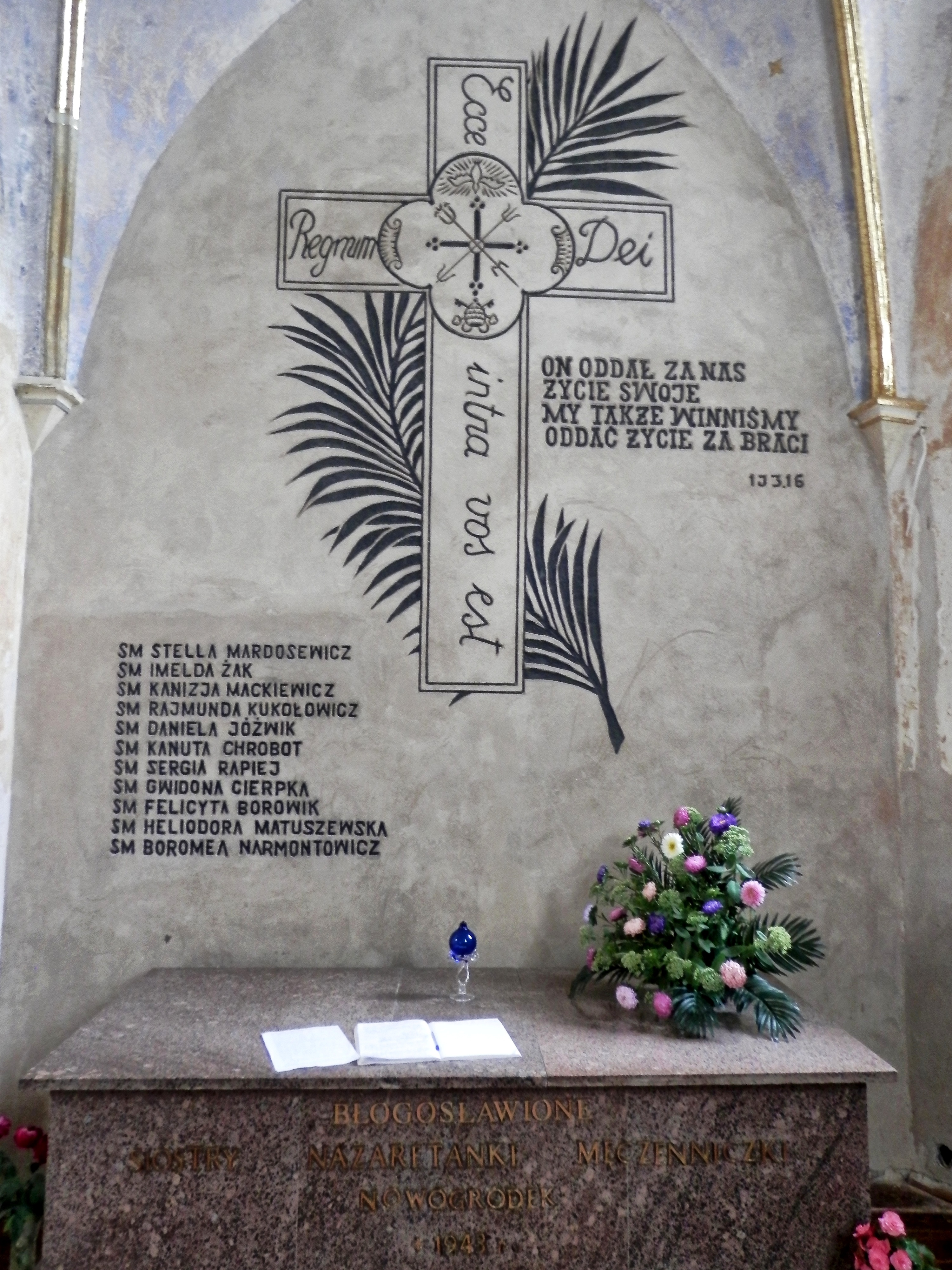
Tablica w Białej Farze pw. Przemienienia Pańskiego („Nowogródzka fara Witoldowa”) poświęcona bł. Marii Stelli i 10 towarzyszkom.

## Życiorys
14 września 1910 r. wstąpiła do zgromadzenia. W nowicjacie w Albano złożyła śluby zakonne i wieczyste 1 maja 1921 r. W 1936 r. przyjechała do Nowogródka.
Jako wykwalifikowana nauczycielka była wychowawczynią w internacie, pełniła też obowiązki ekonomki i zakrystianki, a od wybuchu II wojny światowej była przełożoną wspólnoty nazaretańskiej w Nowogródku.
Pierwsze represje spotkały siostrę ze strony sowieckiego okupanta zaraz po jego wkroczeniu. Po wkroczeniu Niemców oddała życie za mieszkańców miasta i została rozstrzelana razem z 10 innymi siostrami zakonnymi.
Została beatyfikowana przez papieża Jana Pawła II 5 marca 2000 r. w grupie 11 męczennic z Nowogródka.
Jej wspomnienie liturgiczne obchodzone jest w dzienną pamiątkę śmierci i 4 września w grupie męczennic z Nowogródka.